# Debora (persoon)

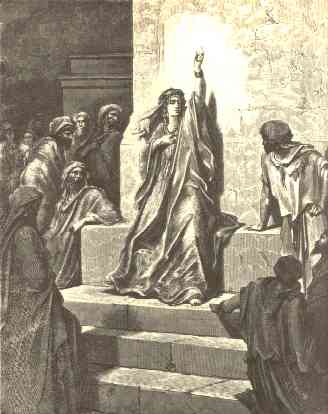
Debora

Debora (Hebreeuws: דְּבוֹרָה, Devora, "bij") komt tweemaal voor in de Hebreeuwse Bijbel:

## Rechter en profetes
In het Bijbelboek Rechters was Debora een profetes en de vierde rechter en de vrouw van Lappidot. Zij sprak recht tussen Rama en Bethel, onder de naar haar genoemde "Deborapalm". Haar verhaal wordt in het boek Rechters tweemaal verteld: in hoofdstuk 4 in proza en in hoofdstuk 5 in poëzie. Het betreft de geschiedenis van de strijd tussen Barak en de over Kanaän regerende hardvochtige koning Jabin.
Debora profeteerde dat Barak met 10.000 man moest optrekken tegen Jabins legeroverste Sisera, en dat God het leger van Sisera aan hem zou uitleveren. Barak zei dat hij de strijd aan zou gaan op voorwaarde dat Debora hem zou vergezellen. Debora ging mee, maar profeteerde dat de eer van de overwinning niet naar Barak, maar naar een vrouw zou gaan. Aldus geschiedde. Sisera's leger werd verpletterend verslagen, maar Sisera zocht zijn heil in de tent van de vermeende bondgenote Jaël. Zij doodde hem toen hij lag te slapen, door een tentpin door zijn hoofd te slaan. In hoofdstuk 5 volgt deze geschiedenis in liedvorm, zoals het die dag door Debora en Barak is gezongen.

## Voedster van Rebekka
Een minder bekende persoon met de naam Debora komt voor in het boek Genesis. Deze Debora was de voedster van Rebekka, die haar uit haar vaderland en de woonplaats van Nahor, in Mesopotamië naar Isaak begeleidde. Ze stierf op hoge leeftijd te Bethel en werd begraven onder een eik, die men daarna "De eik van geween" noemde.